# Alberto Barberis (filosofo)
Alberto Barberis (Casale Monferrato, 14 gennaio 1847 – Piacenza, 2 luglio 1896) è stato un filosofo e religioso italiano, esponente del neotomismo.

## Biografia
Entrò nel 1863 nella Congregazione della missione a Roma. Nel 1865 si trasferì a Piacenza, presso il Collegio Alberoni e vi compì gli studi filosofici e scientifici: fu allievo del filosofo Giovanni Battista Tornatore e del fisico-matematico Giovanni Battista Manzi. Fu ordinato presbitero il 17 dicembre 1870, l'anno seguente divenne insegnante di lingua greca e di storia naturale del Collegio Alberoni, dove nel 1877 ebbe la cattedra di filosofia razionale, che mantenne sino alla morte. Fu anche cultore di studi di letteratura e di linguistica: conosceva l'ebraico e il sanscrito.
Fu uno dei promotori del neotomismo, di cui il Collegio Alberoni era uno dei centri di irradiazione, ancora prima che questa tendenza ricevesse impulso dall'enciclica Aeterni Patris di papa Leone XIII. Fondò la rivista mensile Divus Thomas, scritta in latino e interamente dedicata agli studi tomistici, collaborando sia con Giovanni Battista Tornatore sia con Giovanni Battista Vinati, che era stato suo alunno. Il Divus Thomas fu da subito apprezzata dal papa ed ebbe una certa fortuna.
Tra i principali articoli di Alberto Barberis pubblicati su Divus Thomas si ricordano:
- Quaestiones de esse formali. Esse formale estne creaturis intrinsecum an non?, 1887;
- Positivismus ac nova Methodus Psychologica prof. P. Siciliani. Animadversiones criticae, 1887;
- Aesthesimetria ac Doctrina S. Thomae, 1888;
- De signis mathematicis adhibendis in logicae traditione, 1892.